# كانياس (كانتون)

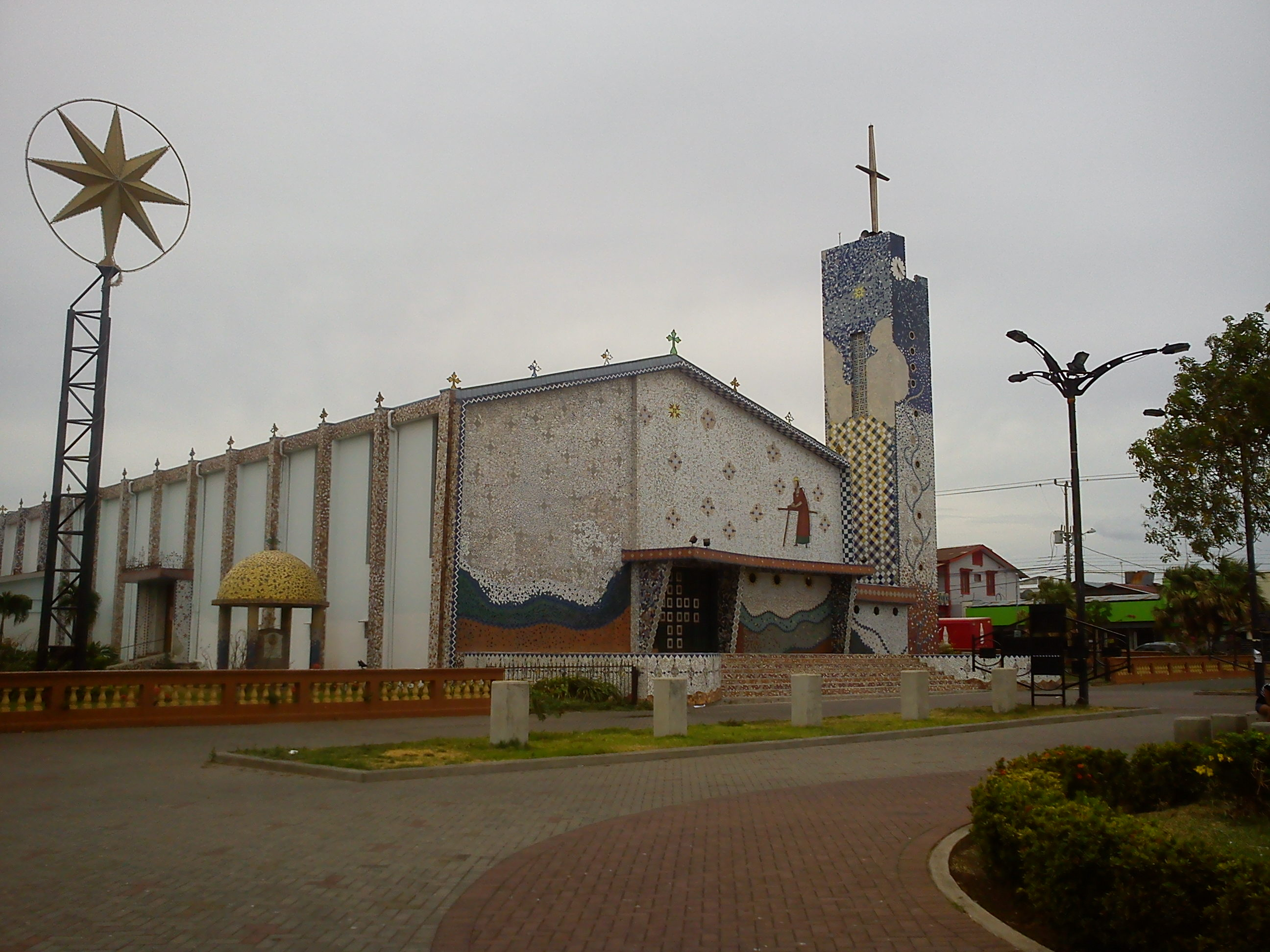

كانياس (بالإسبانية: Cañas) و هو الكانتون السادس في محافظة غواناكاسته في كوستاريكا. و يغطي الكانتون مساحة 682.20 كم مربع،
كما يقارب عدد سكانه 25,897 نسمة.
و تدعى مدينته الرئيسية بـكانياس أيضا.
يلامس هذا الكانتون نهر تيميسيكيه في الجنوب الغربي، و يبقى نهري بيبيديرو و تينوريو على حدوده الغربية و من ثم يتسع ليشمل سهولا زراعية منخفضة قبل الصعود إلى سلسلة جبال غواناكاسته و بعدها إلى حديقة بركان تينوريو الوطنية
تم تأسيس هذا الكانتون في 12 تموز 1878.

## المقاطعات
يتألف الكانتون من خمس مقاطعات و هي :
1. كانياس
2. بالميراس
3. سان ميغيل
4. بيبيديرو
5. بوروسال

## أعلام
- جيراردو غوميز راميريز